# Foy-Steele
Foy-Steele war eine britische Automobilmarke, die 1913–1916 von der SMC Syndicate Ltd. in Willesden (London) hergestellt wurde.
1913 erschien der Foy-Steele 12/14 hp. Er besaß einen Vierzylinder-Reihenmotor mit 2,3 l Hubraum. Es gab ihn mit den Radständen 2807 mm und 2896 mm.
1916 musste die Fertigung des Mittelklassewagens kriegsbedingt eingestellt werden. Nach dem Ersten Weltkrieg wurde sie nicht mehr aufgenommen.

## Modelle
| Modell   | Bauzeitraum | Zylinder | Hubraum  | Radstand     |
| -------- | ----------- | -------- | -------- | ------------ |
| 12/14 hp | 1913–1916   | 4 Reihe  | 2305 cm³ | 2807–2896 mm |

## Quelle
- David Culshaw & Peter Horrobin: The Complete Catalogue of British Cars 1895–1975. Veloce Publishing plc. Dorchester (1999). ISBN 1-874105-93-6